# Billeder fra Hæren
Billeder fra Hæren er en dokumentarfilm fra 1936 instrueret af Andreas M. Dam.